# Catherine Nzuzi wa Mbombo
 (octobre 2024).
Catherine Nzuzi wa Mbombo, née le 19 décembre 1944 à Tshumbe Sainte Marie dans le Sankuru qui faisait anciennement parti du Kasaï-Oriental, est une femme politique de la république démocratique du Congo. Elle est originaire de Kananga dans le Kasaï Occidental aujourd'hui appelé Kasaï central du territoire de Kazumba, veuve et mère de 6 enfants.

## Biographie
Catherine Nzuzi wa Mbombo commence sa carrière de femme politique en 1968, à l'âge de 23 ans avec la fonction de bourgmestre (maire) de la commune de la Gombe. Parmi ses prédécesseurs au poste de bourgmestres, on peut citer Marie-Rose Kasa-Vubu (1971-1974), Albert-Joseph Kasongo Wa Kapinga (en) (1982-1988).
Catherine Nzuzi wa Mbombo a joué l'intermédiaire entre le ministre de l'Intérieur et le gouverneur de province en tant qu'inspectrice d’État en charge de deux ou trois provinces et a été commissaire provinciale, vice-gouverneur de la ville de Kinshasa, gouverneur de la province du Bas-Zaïre de 1972 à 1974, et gouverneur de la ville de Kinshasa. Elle a été membre du bureau politique du MPR, parti-État, ensuite membre du Comité central du MPR. La plus haute fonction qu'elle a occupé est celle de deuxième vice-présidente du Comité central du MPR. Cette fonction, en vertu de la constitution de l'époque, était l'équivalent de vice-présidente de la République. À la suite de la chute du régime en 1997, elle a remplacé le président Mobutu à la tête du parti.
Elle est ministre de la Solidarité et des Affaires humanitaires à partir du 30 juin 2003 dans le gouvernement de transition (à la suite du dialogue inter-congolais tenu à Sun City, en Afrique du Sud). En 2006, elle est candidate à l’élection présidentielle, représentant le MPR-fait privé. De 1990 à la chute du régime en 1996, elle est conseillère privée du chef de l’État.
À cause de son rôle dans le précédent gouvernement, elle est emprisonnée durant 20 mois, après la prise de pouvoir par Laurent-Désiré Kabila en 1997.
Elle est à la tête de plusieurs entreprises commerciales et immobilières ; elle est aussi propriétaire d'une chaîne de télévision. Elle préside plusieurs ONG pour la promotion de la femme et d'encadrement des femmes commerçantes.